# 2022년 동계 올림픽 스피드스케이팅 남자 1500m
2022년 동계 올림픽 스피드스케이팅 남자 1500m 경기는 2022년 2월 8일 오후 8시 중화인민공화국 베이징 국가 스피드 스케이팅 체육장에서 열렸다. 지난 대회 우승자인 네덜란드의 키엘트 나위스가 다시 한번 금메달을 거머쥐었으며, 네덜란드의 토마스 크롤이 은메달을, 대한민국의 김민석이 동메달을 차지하였다. 김민석은 2대회 연속 동메달리스트이기도 하다.
2018년 동계 올림픽 은메달리스트 파트릭 루스트는 이번 대회에서도 출전 자격을 얻었으나, 1500m 종목에는 참가하지 않았다. 올림픽 기록 보유자 키엘트 나위스와 동메달리스트 김민석은 출전 자격을 얻어 경기에 나섰다. 이밖에 2021 세계 종목별 선수권 대회 1500m 종목에서 우승한 토마스 크롤이 올림픽에 나섰다. 같은 대회에서 나위스는 은메달, 루스트는 동메달을 차지했다. 2021-22년 ISU 스피드스케이팅 월드컵 1500m 종목에서 1위를 차지한 조이 맨티아와 닝중옌, 코너 하우도 경기에 나선다. 맨티아 선수는 2021년 12월 4일 미국 솔트레이크시티 경기에서 1:41.15를 기록해 시즌 최고기록을 남기기도 했다.
경기 초반, 3조의 루슬란 자하로프가, 이어서 4조의 마르설 보스커르가 선두를 달렸다. 특히 보스커르는 2021년 9월 닝중옌이 세웠던 트랙 레코드 신기록을 세웠다. 이후 9조의 세르게이 트로피모프가 잠시 선두를 탈환하였으나, 10조의 토마스 크롤과 페데르 콩스헤우가 기록을 모두 갱신하였다. 이 중에서 크롤은 2002년 이후 20년 만의 올림픽 신기록을 세웠으나, 11조의 나위스가 크롤을 누르고 다시금 올림픽 기록을 세웠다. 같은 11조에 속한 김민석은 종합순위 3위에 올랐다. 남은 4조에서는 상위권의 기록 갱신이 이뤄지지 않았으나, 미국의 코너 하우가 개인 최고기록을 갱신하며 5위에 올랐다.

## 기록
경기가 열리기 전의 세계 기록과 올림픽 기록은 다음과 같다.
| 유형 | 선수                | 기록    | 장소                | 날짜            |
| ---- | ------------------- | ------- | ------------------- | --------------- |
|      | 키엘트 나위스 (NED) | 1:40.17 | 미국 솔트레이크시티 | 2019년 3월 10일 |
|      | 데릭 패라 (USA)     | 1:43.95 | 미국 솔트레이크시티 | 2002년 2월 19일 |

경기 종료 후 다음과 같은 신기록이 세워졌다.
| 조   | 선수          | 국가     | 시간    | 기록 | 출처 |
| ---- | ------------- | -------- | ------- | ---- | ---- |
| 11조 | 키엘트 나위스 | 네덜란드 | 1:43.21 | OR   |      |

## 결과
| 순위 | 조 | 레인 | 이름                    | 국가                 | 시간    | 차이  | 비고 |
| ---- | -- | ---- | ----------------------- | -------------------- | ------- | ----- | ---- |
| 1    | 11 | O    | 키엘트 나위스           | 네덜란드             | 1:43.21 |       | OR   |
| 2    | 10 | I    | 토마스 크롤             | 네덜란드             | 1:43.55 | +0.34 |      |
| 3    | 11 | I    | 김민석                  | 대한민국             | 1:44.24 | +1.03 |      |
| 4    | 10 | O    | 페데르 콩스헤우         | 노르웨이             | 1:44.39 | +1.18 |      |
| 5    | 15 | O    | 코너 하우               | 캐나다               | 1:44.86 | +1.65 |      |
| 6    | 13 | O    | 조이 맨티아             | 미국                 | 1:45.26 | +2.05 |      |
| 7    | 14 | O    | 닝중옌                  | 중화인민공화국       | 1:45.28 | +2.07 |      |
| 8    | 9  | O    | 세르게이 트로피모프     | 러시아 올림픽 위원회 | 1:45.32 | +2.11 |      |
| 9    | 4  | O    | 마르설 보스커르         | 네덜란드             | 1:45.42 | +2.21 |      |
| 10   | 13 | I    | 이치노헤 세이타로       | 일본                 | 1:45.53 | +2.32 |      |
| 11   | 9  | I    | 에머리 레먼             | 미국                 | 1:45.78 | +2.57 |      |
| 12   | 15 | I    | 알란 달 요한손          | 노르웨이             | 1:45.81 | +2.60 |      |
| 13   | 12 | O    | 바르트 스빙스           | 벨기에               | 1:45.82 | +2.61 |      |
| 14   | 7  | I    | 다닐 알도시킨           | 러시아 올림픽 위원회 | 1:46.33 | +3.12 |      |
| 15   | 3  | I    | 루슬란 자하로프         | 러시아 올림픽 위원회 | 1:46.46 | +3.25 |      |
| 16   | 12 | I    | 크리스티안 울레클레이브 | 노르웨이             | 1:46.56 | +3.35 |      |
| 17   | 14 | I    | 오다 다쿠로             | 일본                 | 1:46.60 | +3.39 |      |
| 18   | 5  | I    | 드미트리 모로조프       | 카자흐스탄           | 1:47.01 | +3.80 |      |
| 19   | 4  | I    | 코널리어스 커스턴       | 영국                 | 1:47.11 | +3.90 |      |
| 20   | 6  | O    | 왕하오톈                | 중화인민공화국       | 1:47.13 | +3.92 |      |
| 21   | 3  | O    | 박성현                  | 대한민국             | 1:47.59 | +4.38 |      |
| 22   | 8  | O    | 타이슨 랭글라           | 캐나다               | 1:47.81 | +4.60 |      |
| 23   | 2  | O    | 앙투안 젤리나볼리외     | 캐나다               | 1:48.00 | +4.79 |      |
| 24   | 2  | I    | 하랄츠 실로우스         | 라트비아             | 1:48.24 | +5.03 |      |
| 25   | 6  | I    | 알레시오 트렌티니       | 이탈리아             | 1:48.33 | +5.12 |      |
| 26   | 1  | I    | 피터 마이클             | 뉴질랜드             | 1:48.68 | +5.47 |      |
| 27   | 5  | O    | 롄쯔원                  | 중화인민공화국       | 1:49.15 | +5.94 |      |
| 28   | 7  | O    | 케이시 도슨             | 미국                 | 1:49.45 | +6.24 |      |
| 29   | 8  | I    | 마티아스 보스테         | 벨기에               | 1:49.93 | +6.72 |      |

- i : 안쪽 레인(인 코스)에서 출발.
- o : 바깥쪽 레인(아웃 코스)에서 출발.

## 범례
|  | 세계 신기록                  |  |                   | 아프리카 신기록 |                      | Q | 예선 통과 |
|  | 올림픽 신기록                |  | 북아메리카 신기록 | DNS             | 경기를 시작하지 않음 |   |           |
|  |                              |  | 아시아 신기록     | DNF             | 경기를 마치지 않음   |   |           |
|  | 국가 신기록                  |  | 유럽 신기록       | DSQ             | 실격                 |   |           |
|  | 개인 최고 기록 (개인 신기록) |  | 오세아니아 신기록 | WD              | 기권                 |   |           |
|  | 시즌 최고 기록 (시즌 신기록) |  | 남아메리카 신기록 | NM              | 기록 없음            |   |           |